# 疏叶假悬藓
疏叶假悬藓（学名：Pseudobarbella laxifolia）为蔓藓科假悬藓属下的一个种。